# 紧凑型行政车
紧凑型行政车是一种比行政車還要小的高级轿车。紧凑型行政车也是一種常見的公司車。  有些人的私家車車型可能也是紧凑型行政车。 